# ユニット・オヴ・アクション
ユニット・オヴ・アクション（英語：Units of Action、「演技的単位」の意、単にunits、beatsとも）は、ロシアの演出家コンスタンティン・スタニスラフスキーが最初に示唆した演劇用語である。俳優がある役柄の「スルー・ライン（through line）」あるいは「スーパー・オブジェクティヴ（super objective。超目標）」を決定するのを助けることの意。ひとつのユニット（単位）は、ひとつの上演台本のなかのべつべつの断片であり、演技における重要な変化によって、区切られる。これは、すでに舞台にあがった登場人物が、そのオブジェクティヴ（ゴール）における変化を動作したり、しようとこころみたりするところの変化であり、新しい登場人物がシーンに登場したり、あるいはすでに舞台にあがってエキサイティングな登場人物だったりする。
「ユニット」の語は、脚本家や劇作家にも用いられ、編集目的のため文章分析を意味する。文章をユニットに分割することは、文章をさらに扱いやすく、編集を容易にする。

## 関連事項
- スタニスラフスキー・システム
- スルー・ライン（through line）
- スーパー・オブジェクティヴ（super objective）